# Schulstufenvertreter
Ein Schulstufenvertreter bzw. Stufensprecher ist der demokratisch gewählte Vertreter einer Jahrgangsstufe an einer Schule.
Ob an einer Schule Stufenvertreter gewählt werden oder nicht ist unterschiedlich und hängt von der Schulform, der Schulordnung und den Gesetzmäßigkeiten des Bundeslandes ab.
Die Kandidaten für den Posten des Stufensprechers besitzen zu meist schon jahrelange Erfahrung als ein Schüler in leitender Position, beispielsweise als Klassensprecher. In der Rolle muss der Stufensprecher Vorbild sein und innerhalb seiner Stufe für einen geordneten und respektvollen Umgang unter allen Schülern sorgen.
Seine Funktion entspricht meistens weitestgehend der eines Klassensprechers. Zu seinen Aufgaben gehört also unter anderem die Vertretung der Interessen der Jahrgangsstufe gegenüber den Lehrkräften, die Organisation von klassenübergreifenden Aktionen und die Mitgliedschaft in der Schülervertretung. Hierzu zählt auch die Förderung der Kameradschaft innerhalb der Stufe beispielsweise durch Veranstaltungen, die nicht in der Schule stattfinden. Des Weiteren gehört die Konfliktlösung zum Aufgabengebiet des Stufensprechers und auch die Diskussion mit Lehrern, sollten diese die Interessen der Jahrgangsstufe gefährden.